# لوئیس توانیما
لوئیس تيوانیما (انگلیسی: Lewis Tewanima؛ ۱۸۸۸ – ۱۸ ژانویه ۱۹۶۹) ورزشکار دو و میدانی اهل ایالات متحده آمریکا بود.
وی در مسابقات کشوری و بین‌المللی در مجموع برندهٔ ۱ مدال نقره شده‌است.